# Lyubomir Levchev
Lyubomir Spiridonov Levchev (en bulgare Любомир Левчев), né le 29 avril 1935 à Trojan et mort le 25 septembre 2019, est un poète bulgare.

## Biographie
Lyubomir Levchev a rejoint le Parti communiste bulgare. À partir de 1972, il est candidat au Comité central de son parti, auquel il appartient depuis 1976. De 1975 à 1980, il est vice-président de la commission de la culture. Depuis 1980, il est président de l'Association des écrivains bulgares.

## Distinction
Lyubomir Levchev a reçu le Dimitroffpreis[Quoi ?][réf. nécessaire].

## Publications
- 1970 : Ljubomir Lewtschew
- 1978 : Tagesmond
- 1980 : Sledljubov
- 1980 : Otkăs
- 1981 : Zeit für Helden
- 1981 : Seufzer in Bronze
- 1985 : Standpunkt
- 1985 : Poesija